# Bộ gen
Trong lĩnh vực sinh học phân tử và di truyền học, thuật ngữ bộ gen dùng để chỉ tất cả các vật chất di truyền chứa trong một cá thể sinh vật. Những vật chất di truyền này gồm DNA ở nhiễm sắc thể, DNA ngoài nhiễm sắc thể (như DNA vòng ở ti thể, ở lục lạp nếu có), cả các RNA (nếu là RNA virut), có thể mang thông tin di truyền ở vùng mã hóa hoặc không mã hóa.  Thuật ngữ này dịch từ nguyên gốc tiếng Anh là genome, cũng đã được dịch là hệ gen. Môn khoa học chuyên nghiên cứu về bộ gen được gọi là hệ gen học (genomics). Nhiều kiến thức thuộc lĩnh vực này được đề cập ở tạp chí Genome Research.

## Từ nguyên

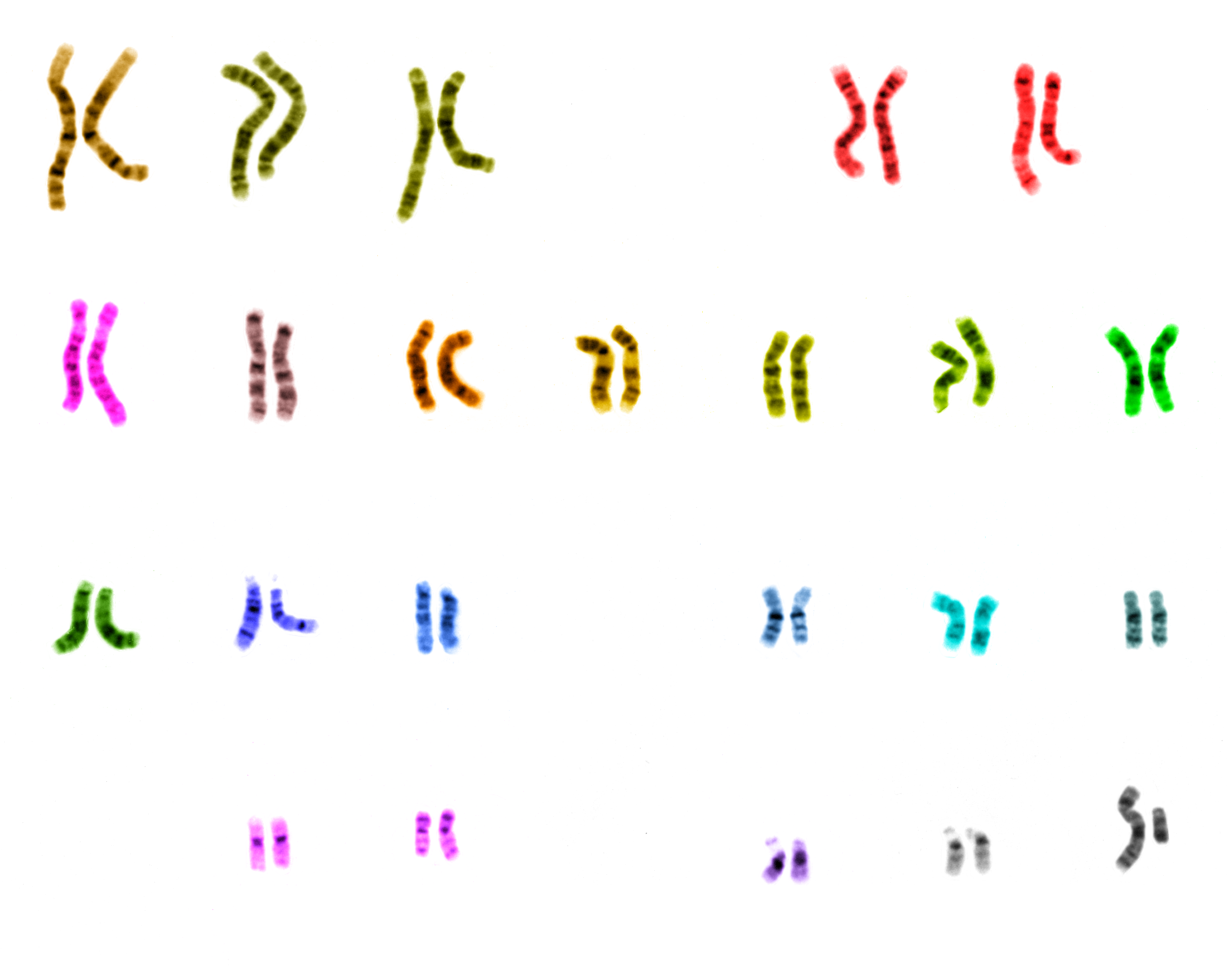
Bộ gen chính ở người phân bố trên 46 nhiễm sắc thể, cũng gọi là bộ gen lưỡng bội. (Trong ảnh không biểu hiện bộ gen ti thể).

- Thuật ngữ genome được giáo sư người Đức là Hans Winkler, đề xuất vào năm 1920,[7] mà từ điển Oxford gợi ý rằng cái tên này là sự pha trộn giữa các từ gen và nhiễm sắc thể.[8][9]

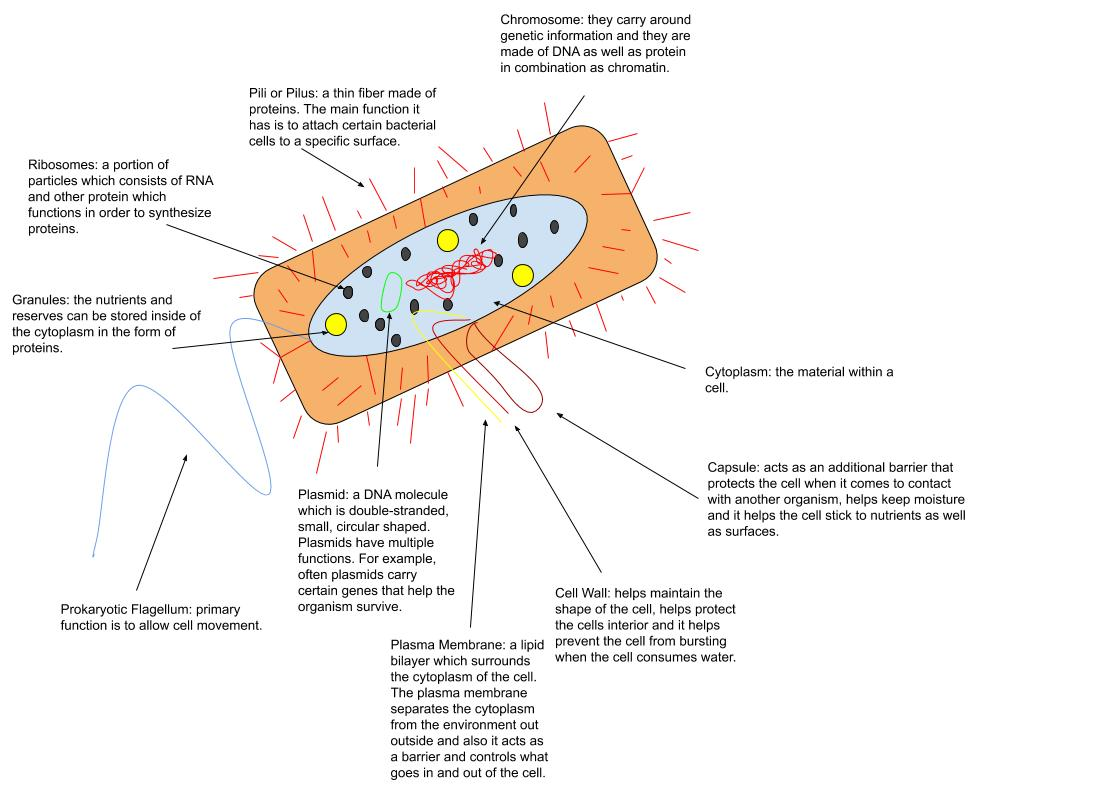
Sơ đồ biểu hiện các phần của một bộ gen nhân sơ (vi khuẩn).

- Tuy nhiên, bộ gen của một sinh vật bao gồm tất cả các vật chất mang thông tin di truyền, dù ở nhiễm sắc thể hay ở ngoài nhiễm sắc thể. Nhưng ở các sinh vật có nhiễm sắc thể (sinh vật có cấu tạo tế bào), có tác giả gọi axit nucleic ở nhiễm sắc thể như là bộ gen chính, còn ở ngoài là bộ gen phụ. Chẳng hạn ở người, mỗi cá thể có bộ nhiễm sắc thể lưỡng bội là 2n = 46, thì tập hợp tất cả các DNA ở mọi nhiễm sắc thể tạo nên bộ gen chính, còn gọi là bộ gen lưỡng bội; còn lại các gen trong ti thể, ở ngoài nhân được coi là phụ, mặc dù có tầm quan trọng nhất định và đột biến có thể gây bệnh, như một bệnh gây động kinh di truyền theo dòng mẹ.[3][10]

## Bộ gen virut
Bộ gen virut có thể có DNA hoặc RNA tùy loại.
- Các bệnh như đậu mùa, herpes và thủy đậu là do các virut DNA gây ra: bộ gen của chúng là phân tử DNA.
- Các bệnh như AIDS và Covid-19 là do virut RNA gây ra: bộ gen của chúng là RNA. Khi chúng xâm nhiễm vào vật chủ (người, dơi), phân tử RNA sẽ được enzym phiên mã ngược tạo nên DNA bổ sung của chúng, rồi từ đó nhân đôi thành DNA hai mạch chèn vào nhiễm sắc thể của vật chủ.

## Bộ gen nhân sơ
Nhân sơ (Prokaryotes) có cấu tạo đơn bào, nhưng bộ gen của chúng được phân biệt thành hai phần: hầu hết các gen phân bố ở một phân tử DNA vòng lớn gọi là nhiễm sắc thể nhân sơ (viết tắt: DNA-NST), còn lại phân bố ở các plasmit có số lượng rất không ổn định.

## Đặc điểm một số bộ gen
Dưới đây là bảng giới thiệu một số bộ gen đại diện.
| Organism type              | Organism                                     | Genome size (base pairs) | Genome size (base pairs) | Approx. no. of genes | Note |
| -------------------------- | -------------------------------------------- | ------------------------ | ------------------------ | -------------------- | --- |
| Virus                      | Porcine circovirus type 1                    | 1,759                    | 1.8 kB                   |                      | Smallest viruses replicating autonomously in eukaryotic cells.                                            |
| Virus                      | Bacteriophage MS2                            | 3,569                    | 3.5 kB                   |                      | First sequenced RNA-genome                                                                                |
| Virus                      | SV40                                         | 5,224                    | 5.2 kB                   |                      | [ 20 ] |
| Virus                      | Phage Φ-X174                                 | 5,386                    | 5.4 kB                   |                      | First sequenced DNA-genome                                                                                |
| Virus                      | HIV                                          | 9,749                    | 9.7 kB                   |                      | [ 22 ] |
| Virus                      | Phage λ                                      | 48,502                   | 48.5 kB                  |                      | Often used as a vector for the cloning of recombinant DNA.                                                |
| Virus                      | Megavirus                                    | 1,259,197                | 1.3 MB                   |                      | Until 2013 the largest known viral genome.                                                                |
| Virus                      | Pandoravirus salinus                         | 2,470,000                | 2.47 MB                  |                      | Largest known viral genome.                                                                               |
| Eukaryotic organelle       | Human mitochondrion                          | 16,569                   | 16.6 kB                  |                      | [ 28 ] |
| Bacterium                  | Nasuia deltocephalinicola (strain NAS-ALF)   | 112,091                  | 112 kB                   | 137                  | Smallest known non-viral genome. Symbiont of leafhoppers.                                                 |
| Bacterium                  | Carsonella ruddii                            | 159,662                  | 160 kB                   |                      | An endosymbiont of psyllid insects                                                                        |
| Bacterium                  | Buchnera aphidicola                          | 600,000                  | 600 kB                   |                      | An endosymbiont of aphids                                                                                 |
| Bacterium                  | Wigglesworthia glossinidia                   | 700,000                  | 700Kb                    |                      | A symbiont in the gut of the tsetse fly                                                                   |
| Bacterium – cyanobacterium | Prochlorococcus spp. (1.7 Mb)                | 1,700,000                | 1.7 MB                   | 1,884                | Smallest known cyanobacterium genome. One of the primary photosynthesizers on Earth.                      |
| Bacterium                  | Haemophilus influenzae                       | 1,830,000                | 1.8 MB                   |                      | First genome of a living organism sequenced, July 1995                                                    |
| Bacterium                  | Escherichia coli                             | 4,600,000                | 4.6 MB                   | 4,288                | [ 34 ] |
| Bacterium – cyanobacterium | Nostoc punctiforme                           | 9,000,000                | 9 MB                     | 7,432                | 7432 open reading frames                                                                                  |
| Bacterium                  | Solibacter usitatus (strain Ellin 6076)      | 9,970,000                | 10 MB                    |                      | [ 36 ] |
| Amoeboid                   | Polychaos dubium ("Amoeba" dubia)            | 670,000,000,000          | 670 GB                   |                      | Largest known genome. (Disputed)                                                                          |
| Plant                      | Genlisea tuberosa                            | 61,000,000               | 61 MB                    |                      | Smallest recorded flowering plant genome, 2014.                                                           |
| Plant                      | Arabidopsis thaliana                         | 135,000,000              | 135 MB                   | 27,655               | First plant genome sequenced, December 2000.                                                              |
| Plant                      | Populus trichocarpa                          | 480,000,000              | 480 MB                   | 73,013               | First tree genome sequenced, September 2006                                                               |
| Plant                      | Fritillaria assyriaca                        | 130,000,000,000          | 130 GB                   |                      | |
| Plant                      | Paris japonica (Japanese-native, pale-petal) | 150,000,000,000          | 150 GB                   |                      | Largest plant genome known                                                                                |
| Plant – moss               | Physcomitrella patens                        | 480,000,000              | 480 MB                   |                      | First genome of a bryophyte sequenced, January 2008.                                                      |
| Fungus – yeast             | Saccharomyces cerevisiae                     | 12,100,000               | 12.1 MB                  | 6,294                | First eukaryotic genome sequenced, 1996                                                                   |
| Fungus                     | Aspergillus nidulans                         | 30,000,000               | 30 MB                    | 9,541                | [ 47 ] |
| Nematode                   | Pratylenchus coffeae                         | 20,000,000               | 20 MB                    |                      | Smallest animal genome known                                                                              |
| Nematode                   | Caenorhabditis elegans                       | 100,300,000              | 100 MB                   | 19,000               | First multicellular animal genome sequenced, December 1998                                                |
| Insect                     | Drosophila melanogaster (fruit fly)          | 175,000,000              | 175 MB                   | 13,600               | Size variation based on strain (175-180Mb; standard y w strain is 175Mb)                                  |
| Insect                     | Apis mellifera (honey bee)                   | 236,000,000              | 236 MB                   | 10,157               | [ 52 ] |
| Insect                     | Bombyx mori (silk moth)                      | 432,000,000              | 432 MB                   | 14,623               | 14,623 predicted genes                                                                                    |
| Insect                     | Solenopsis invicta (fire ant)                | 480,000,000              | 480 MB                   | 16,569               | [ 54 ] |
| Mammal                     | Mus musculus                                 | 2,700,000,000            | 2.7 GB                   | 20,210               | [ 55 ] |
| Mammal                     | Pan paniscus                                 | 3,286,640,000            | 3.3 GB                   | 20,000               | Bonobo - estimated genome size 3.29 billion bp                                                            |
| Mammal                     | Homo sapiens                                 | 3,000,000,000            | 3 GB                     | 20,000               | Homo sapiens genome size estimated at 3.2 Gbp in 2001 Initial sequencing and analysis of the human genome |
| Bird                       | Gallus gallus                                | 1,043,000,000            | 1.0 GB                   | 20,000               | [ 60 ] |
| Fish                       | Tetraodon nigroviridis (type of puffer fish) | 385,000,000              | 390 MB                   |                      | Smallest vertebrate genome known estimated to be 340 Mb – 385 Mb.                                         |
| Fish                       | Protopterus aethiopicus (marbled lungfish)   | 130,000,000,000          | 130 GB                   |                      | Largest vertebrate genome known                                                                           |

## Hình ảnh
